# بلگون، استان دوبریچ
بلگون (به بلغاری: Belgun) روستایی در بلغارستان است که در شهرستان کاوارنا واقع شده‌است. بلگون ۳۳٫۲۹۲ کیلومتر مربع مساحت و ۴۳۵ نفر جمعیت دارد و ۱۰۰ متر بالاتر از سطح دریا واقع شده‌است.